# Пам'ятник царю-визволителю Олександру II (Москва)
Пам'ятник царю-визволителю Олександру ІІ — пам'ятник російському царю-реформатору Олександру ІІ у столиці Росії місті Москві.

## Загальна інформація
Пам'ятник царю-визволителю Олександру ІІ міститься на території Храму Христа Спасителя з боку його вівтарної частини.
Автори — народний художник Росії скульптор А.І. Рукавішніков та архітектори І.Н. Воскресенський і С.А. Шаров.
В цілому монумент виконано в класичних традиціях.

## Опис
Пам'ятник царю-визволителю Олександру ІІ являє собою бронзову фігуру імператора заввишки понад 6 метрів і вагою 7 тон, встановлену на триметровому мармуровому постаменті. 
Царя Олександра II зображено у повний зріст у військовій формі з накинутою на плечі мантією. Постать імператора є величавою і сповненою душевного спокою, правитель наче позирає в задумі на Храм Христа Спасителя.  
Пам'ятник прикрашено сходами з обох боків і колонадою з колонами іонічного ордеру позаду. 
Напис золотими літерами російською на постаменті пам'ятника стверджує: 
«Імператор Олександр II скасував у 1861 році кріпосне право у Росії та звільнив мільйони селян від багатовікового рабства; провів військову та судову реформи, запровадив систему місцевого самоуправління — міські думи і земські управи; завершив багатолітню Кавказьку війну; звільнив слов'янські народи від османського ярма. Загинув 1 березня 1881 року в результаті терористичного акту».

## Відкриття пам'ятника
Урочиста церемонія відкриття пам'ятника царю-визволителю Олександру ІІ за великогого скупчення народу відбулася 7 червня 2005 року. На ній були присутні представники державної і міської влади (міністр культури Росії А.С. Соколов, мер Москви  Ю.М.Лужков, голова Комітету уряду Москви з питань культури С.І. Худяков тощо), духовенство, в т.ч. і патріарх РПЦ Алексій II, управляючий справами Московської Патріархії митрополит Калузький и Боровський Климент, митрополит Омський і Тарський Феодосій, архієпископ Істринський Арсеній, єпископ Дмитровський Олександр, творча інтелігенція, зокрема і автори пам'ятника, та  широка громадськість.    
Святійший Патріарх Алексій відслужив заупокійну літію по убієному державцю Олександру II, а потому здійснив обряд освячення монумента.
Під час церемонії предстоятель РПЦ звернувся до присутніх зі словом-напуттям, також на дійстві виступили мер Москви Ю.М. Лужков, міністр культури і масових комунікацій Російської Федерації А.С.Соколов і представник благочинників, що сприяли, в першу чергу, фінансово, спорудженню пам'ятника, А.Р. Кох.
На завершення церемонії присутні поклали до підніжжя монумента квіти.

## Виноски
1. ↑  У Москві відкрито пам'ятник Імператору Олександру II [Архівовано 25 червня 2006 у Wayback Machine.] // інф. за 9 червня 2005 року на www.const-info.narod.ru ВІЗАНТІЯ, загальнонаціональний культурно-просвітницький часопис [Архівовано 3 лютого 2010 у Wayback Machine.] (рос.)

## Джерело
- У Москві відкрито пам'ятник Імператору Олександру II // інф. за 9 червня 2005 року на www.const-info.narod.ru ВІЗАНТІЯ, загальнонаціональний культурно-просвітницький часопис (рос.)